# Xã Cushman-Union, Quận Independence, Arkansas
Xã Cushman-Union (tiếng Anh: Cushman-Union Township) là một xã thuộc quận Independence, tiểu bang Arkansas, Hoa Kỳ. Năm 2010, dân số của xã này là 1.420 người.